# 明宇底獅子嘉殿
明宇底獅子嘉殿（？—1500年）是15世紀末琉球波照間島的一位豪族。「殿」是一個稱號。
父為明宇底於戶，母為也那志。1500年，遠彌計赤蜂拒絕向琉球王府朝貢，遭到琉球的討伐。赤蜂發檄文要求各地豪族前來支援，遭獅子嘉的拒絕。赤蜂便派平得村嵩茶、大濱村黑勢前去勸誘。嵩茶到達波照間島時，獅子嘉正在海邊釣魚。嵩茶再次勸誘，被明宇底獅子嘉殿拒絕。嵩茶便把獅子嘉綁架到了小濱島，用劍將其刺殺，投屍於海。
嵩茶回到石垣島時，赤蜂已被琉球攻滅。波照間島島民聯名上書琉球王府，要求表彰其事蹟。尚真王便派人前去祭祀，並把他的三子三女帶到中山，授予官職。長男赤真屋擢為屋安古與人、次男古真屋為新本與人、三男遠戶為還寶與人；三女嘉真太、保古、屋古也，皆擔任女頭的職務，以表彰獅子嘉的忠義。後來獅子嘉的屍體在小濱島海濱尋獲，葬於波照間島。